# Гайон Стюарт Блуфорд
Га́йон Стю́арт Блу́форд (англ. Guion Steward Bluford, Jr. 'Guy'; нар. 22 листопада 1942, Філадельфія, Пенсільванія, США) — американський астронавт НАСА, полковник ВПС (на 1993 рік). Учасник чотирьох польотів на «Спейс шаттл» — STS-8, STS-61-A, STS-39, STS-53, має 144 бойових вильоти у В'єтнамі.

## Дитинство
Народився 22 листопада 1942 року в Філадельфії (штат Пенсильванія).

## Освіта та наукові звання
Після закінчення в 1960-му році середньої школи, Гайон Блуфорд вступив до Університету штату Пенсильванія, де отримав в 1964 році ступінь бакалавра з аерокосмічної техніки. З цієї ж спеціальності він отримав ступені магістра (1974) і доктора наук (1978), але вже в Технологічному інституті ВПС з додатковою спеціалізацією по лазерній фізиці. Також в 1987 році він отримав магістра наук з управління торгово-промисловою діяльністю в Університеті Х'юстона.

## Військова служба
Під час навчання в Університеті пройшов підготовку за програмою підготовки офіцерів запасу ВПС США (англ. Air Force ROTC). Службу розпочав з льотної підготовки на базі ВПС Уилльямс (англ. Williams AFB) в Арізоні. Отримав призначення в 557-ю тактичну винищувальну ескадрилью (англ. 557th Tactical Fighter Squadron) на базі Камрань (англ. Cam Ranh Bay), брав участь у в'єтнамській війні, виконав 114 бойових вильоти, з них — 65 над територією Північного В'єтнаму.
1967 року — липень — був переведений в навчально-винищувальне авіакрило (англ. 3,630 th Flying Training Wing) на базі ВПС Шеппард (англ. Sheppard AFB) в Техасі, де служив пілотом-інструктором T-38A. Був офіцером з оцінки дій екіпажів і помічником командира авіакрила.
1971 — (початок) — Блуфорд вступив до школи офіцерів ескадрильї (англ. Squadron Officers School), закінчивши яку повернувся на службу заступником керівника польотами і радником з навчального процесу.
1974 року — після закінчення Технологічного інституту ВПС був залишений на службі в Лабораторії динаміки польоту (англ. Air Force Flight Dynamics Laboratory) на базі ВПС Райт-Петерсон (англ. Wright-Patterson AFB) як інженер-розробник. Служив заступником з перспективних розробок, начальником аеромеханічного управління та начальником Відділення аеродинаміки.

## Військові звання
1978 року — майор ВВС.
1993 рік — полковник ВПС (у відставці з 1993 року).

## Космічна підготовка
16 січня 1978 обраний кандидатом в загін астронавтів НАСА під час 8-го набору. Пройшов курс загальнокосмічної підготовки і в серпні 1979 року був зарахований до відділу астронавтів як фахівець польоту. Займався перевіркою програмного забезпечення в лабораторії електронного устаткування шаттла, працював з дистанційним маніпулятором шаттла.

## Польоти в космос
Як спеціаліст польоту брав участь у чотирьох місіях шатлів:
STS-8 — удар блискавки за кілька годин до старта.STS-8 [7] — на шатлі Челленджер з 30 серпня по 5 вересня 1983 року. Тривалість польоту шаттла — 6 діб 1:00 9 хвилин 32 секунди. Місія: виведення на орбіту телекомунікаційного супутника INSAT-1B. Тестування канадського маніпулятора «Канадарм».
STS-61-A, екіпаж працює в Спейслеб.STS-61-A [8] — на шатлі Челленджер з 30 жовтня по 6 листопада 1985 року. Тривалість польоту шаттла — 7 діб 0 годин 45 хвилин 42 секунди. Єдиний восьмимісний політ в історії пілотованої космонавтики (не рахуючи зведених екіпажів під час відвідин «Шаттл» орбітальних станцій «Мир» і МКС). Місія: наукові експерименти в багаторазової космічної лабораторії «Спейслеб» і виведення на орбіту експериментального супутника GLOMR (Global Low Orbiting Message Relay Satellite).
STS-39 на шатлі Діскавері з 28 квітня по 6 травня 1991 року. Тривалість польоту шаттла — 8 діб 7:00 23 хвилини 11 секунд. Місія: наукові експерименти на замовлення міністерства оборони США.
STS-53 — на шатлі Діскавері з 2 по 9 грудня 1992 року. Тривалість польоту шаттла — 7 діб 7:00 21 хвилина 8 секунд. Ще одна місія на замовлення міністерства оборони США.
Пішов з загону астронавтів і з НАСА в липні 1993 року.

## Професійна діяльність
Після відходу в 1993 році з НАСА працював віце-президентом / директором проектно-конструкторського управління корпорації NYMA Inc. в місті Гринбелт, штат Меріленд.
На даний момент працює віце-президентом і директором науково-технічної групи (англ. Science and Engineering Group) аерокосмічного сектора корпорації (англ. Federal Data Corporation) в Меріленді.